# Bådstedgård
Bådstedgård  eller Bodstedgaard er et middelalderligt voldsted beliggende i  Stautrup i Kolt Sogn, Aarhus Kommune
Voldstedet,  der blev fredet i 1969, er en mindre borgbanke med omgivende voldgrav. Det består af en firesidet borgplads, ca. 34 x 50 m. Den er i syd, vest og delvis i øst omgivet af randvolde, hvis længde er henholdsvis 27 m, 29 m og 28 m. Randvoldenes indvendige højde ca. 0,50 - 1,5 meter, deres udvendige højde ca. 1,5 - 2 meter. Udenfor randvoldene er sænkninger, der har karakter af smalle, nu tørre grave. I nord forbinder en uanselig grøft sænkningerne i vest og øst. I borgpladsens sydøstlige hjørne er volden sløjfet, og i sydvoldens vestlige ende er en betonstøbt kartoffelkælder. Randvoldene og den østlige grav er bevokset med træer. På den nordlige del af borgpladsen ligger en landbrugsejendom. Fredningen omfatter borgpladsen samt randvolde, sænkninger og grøft.

## Eksterne kilder og henvisninger
- Om voldstedet på Fund og Fortidsminder
- Kolt Sogn i J.P. Trap: Kongeriget Danmark, udarbejdet af H. Weitemeyer (3. udgave, 5. bind, 1906)

56°8′1.72″N 10°6′41.42″Ø / 56.1338111°N 10.1115056°Ø